# Il piccolo popolo dei Graffignoli
Il piccolo popolo dei Graffignoli (The Borrowers) è una serie televisiva britannica in 16 episodi trasmessi per la prima volta nel corso di una sola stagione nel 1992.
È una serie del genere fantastico tratta da una serie di romanzi di Mary Norton iniziata nel 1952. Fu seguita dal film The Return of the Borrowers (1993). La serie venne adattata anche come lungometraggio con i film I rubacchiotti (The Borrowers) del 1997 e The Borrowers, del 2011.

## Personaggi e interpreti
- Pod, interpretato da Ian Holm.
- Homily, interpretata da Penelope Wilton.
- George, interpretato da Paul Cross.
- Spiller, interpretato da Daniel Newman.
- Mrs. Driver, interpretato da Siân Phillips.
- Crampfurl, interpretato da David Ryall.
- Mildeye, interpretato da Tony Haygarth.
- Zio Hendreary, interpretato da Stanley Lebor.
- Aunt Lupy, interpretata da Pamela Cundell.
- Eggletina, interpretata da Victoria Donovan.

## Produzione
La serie fu prodotta da British Broadcasting Corporation e Working Title Television e girata nell'Hampshire e nel Surrey in Inghilterra. Le musiche furono composte da Howard Goodall.

## Distribuzione
La serie fu trasmessa nel Regno Unito dal 1992 al 1992 sulla rete televisiva BBC2. In Italia è stata trasmessa nel 2002 su RaiSat Ragazzi con il titolo Il piccolo popolo dei Graffignoli.
Alcune delle uscite internazionali sono state:
- nel Regno Unito il 1992 (The Borrowers)
- negli Stati Uniti il 27 novembre 1993
- in Finlandia (Kätkijät)
- in Italia (Il piccolo popolo dei Graffignoli)

## Episodi
| Stagione       | Episodi | Prima TV UK |
| -------------- | ------- | ----------- |
| Prima stagione | 16      | 1992        |